# 索恩河畔厄耶
索恩河畔厄耶（法語：Heuilley-sur-Saône，法語發音：[œjɛ syʁ son]）是法国科多尔省的一个市镇，位于该省东部，属于第戎区。

## 地理
索恩河畔厄耶（47°19'48"N, 5°27'18"E）面积9.78 平方千米，位于法国勃艮第-弗朗什-孔泰大區科多尔省，该省份为法国中东部省份，北起奥布省，西接涅夫勒省和约讷省，南至索恩-卢瓦尔省，东南接汝拉省，东临上索恩省，东北部与上马恩省接壤。
与索恩河畔厄耶接壤的市镇（或旧市镇、城区）包括：塔尔迈、索恩河畔马克西利、奥尼翁河畔佩里尼、布鲁瓦-欧比涅-蒙瑟尼、热尔米涅。
索恩河畔厄耶的时区为UTC+01:00、UTC+02:00（夏令时）。

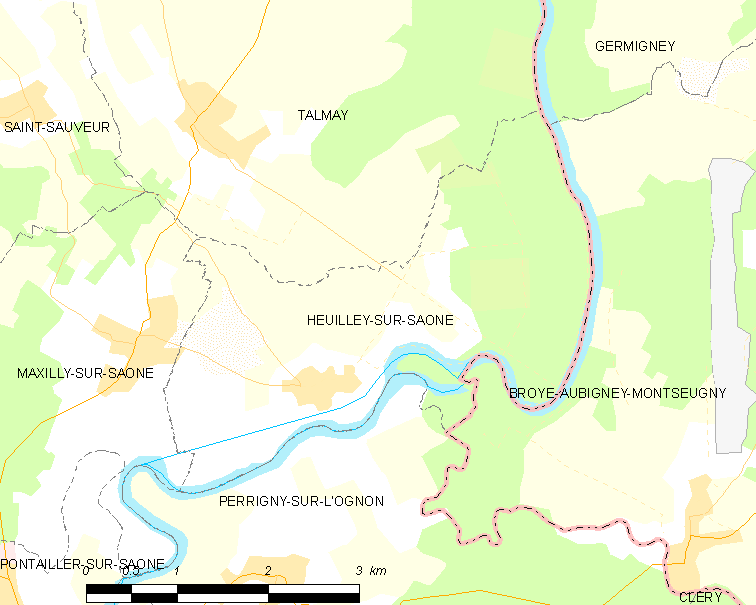
索恩河畔厄耶的OSM定位图

## 行政
索恩河畔厄耶的邮政编码为21270，INSEE市镇编码为21316。

## 政治
索恩河畔厄耶所属的省级选区为欧克索讷县。

## 人口

1962-2008年间索恩河畔厄耶人口变化图示

索恩河畔厄耶于2022年1月1日时的人口数量为334人。